# لوئیستون (میشیگان)
لوئیستون (به انگلیسی: Lewiston) یک منطقهٔ مسکونی در ایالات متحده آمریکا است که در شهرستان مونمورانسی، میشیگان واقع شده‌است. لوئیستون ۲۲٫۲ کیلومتر مربع مساحت و ۱٬۳۹۲ نفر جمعیت دارد و ۳۷۹ متر بالاتر از سطح دریا واقع شده‌است.